# 鰲魚峰
鰲魚峰是位於中華人民共和國安徽省黃山的一個山峰，海拔為1780米。因為山峰外觀看似鰲魚，所以得名「鰲魚峰」。鰲魚峰的山腰處有鰲魚洞。